# Perucola picturata
Perucola picturata — вид златок из подсемейства Polycestinae (триба Perucolini).

## Описание
Афротропика: Южная Африка.

## Систематика
Единственный вид рода Perucola, который в 1980 году был выделен в самостоятельную трибу Perucolini  Cobos, 1980.
- род Perucola Théry, 1925[1]
  - вид Perucola picturata Théry, 1925 (=Perucola picturella Théry, 1925)[2]